# Agapanthia subflavida
Agapanthia subflavida là một loài bọ cánh cứng trong họ Cerambycidae.